# إسبانيا في الألعاب الأولمبية الصيفية 1900
شارك إسبانيا في دورة الألعاب الأولمبية الصيفية 1900، التي أقيمت في باريس بفرنسا، في الفترة الممتدة من 14 مايو حتى 28 أكتوبر، بوفد قوامه 8 رياضيون (8 رجال) في 3 ألعاب.
حصد إسبانيا على ميدالية ذهبية واحدة في هذه الدورة محتلاً المرتبة 14 في الترتيب النهائي بين 24 دولة مشاركة.

## قائمة الميداليات
| الميدالية | الرياضي                          | المنافسة | المسابقة    |
| ذهبية     | فرانثيسكو فيوتا خوسيه دي أميثولا | بيلوتا   | زوجي - رجال |